# Línguas ramarramas

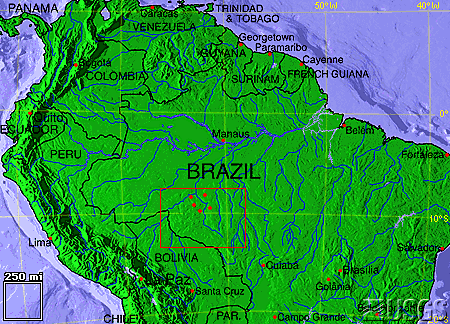
Os pontos vermelhos dentro do quadrado pequeno marcam a localização da família linguística Ramarama na Amazônia

A família linguística ramarrama pertence ao tronco tupi e engloba a língua caro. Antigamente, era conhecida por língua arara ou língua arara-caro. É falada pelos araras-de-rondônia.
Pensou-se, por muito tempo, haver outras línguas pertencentes à mesma família linguística ramarrama: entogapide (ou itogapuque), ramarrama, urucu, urumi e itangá. Percebeu-se, todavia, que se tratavam da mesma língua. Destarte, a língua caro é a única conhecida da família ramarrama.
No que se refere à língua urumi, não há, todavia, consenso de que se trate da mesma língua caro, podendo tratar-se de idioma à parte, da mesma família ramarrama.

## Vocabulário
Vocabulário Ntogapíd (Intogapid) do Rio Machadinho, afluente da margem esquerda do Rio Machado, recolhido pelo Cap. Nicolau Horta Barboza e citado e comparado por Curt Nimuendajú:
| Português    | Ntogapíd             |
| ------------ | -------------------- |
| sol          | canachiá-uáp         |
| banana       | iuá                  |
| milho        | nan-ian              |
| batata       | petica (tupi yetika) |
| fogo         | tianá                |
| lua          | ué-na                |
| água         | utiu                 |
| nome do povo | ytangá               |